# Karel Amadeus Filips van Loo
Karel Amadeus Filips van Loo, Frans: Charles Amédée Philippe van Loo (25 augustus 1719 – 15 november 1795) was een Franse schilder van allegorische taferelen en portretten.
Hij werd onderwezen door zijn vader, Jean-Baptiste van Loo, in Turijn en Rome, waar hij in 1738 in Rome de Prix de Rome won en later woonde hij in Aix-en-Provence. Hij werd uitgenodigd door de Koninklijke Academie voor Schilder- en Beeldhouwwerk om lid te worden en dat werd hij in 1747. In dat jaar trouwde hij ook met Marie-Marguerite Lebrun, een dochter van schilder Michel Lebrun (overleden 1753). Hij was schilder aan het hof van Frederik II van Pruisen tussen 1748 en 1758 en opnieuw tussen 1763 en 1769, waarna hij terugkeerde naar Parijs.
Hij was een broer van François van Loo (1708-1732) en van Louis-Michel van Loo (1701-1771).

## Werk
Van Loo schilderde portretten, galante scènes en religieuze en mythologische taferelen.

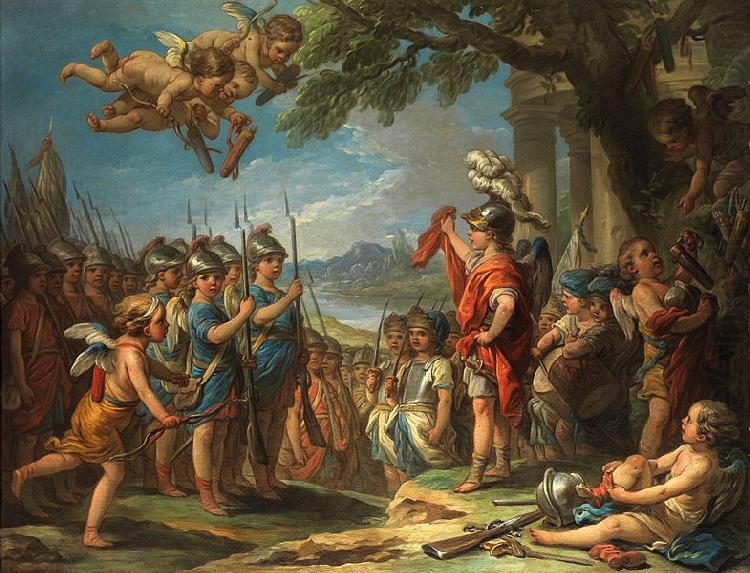
De liefdesgod Amor laat zijn troepen oefenen.
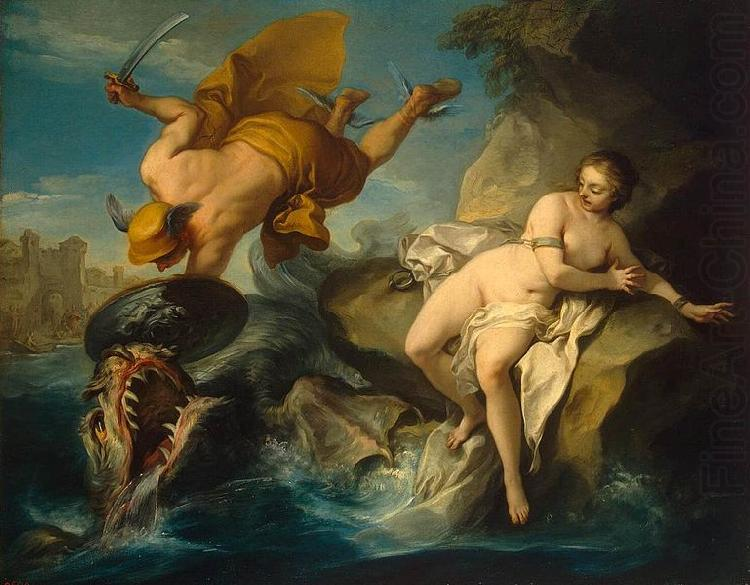
Perseus en Andromeda
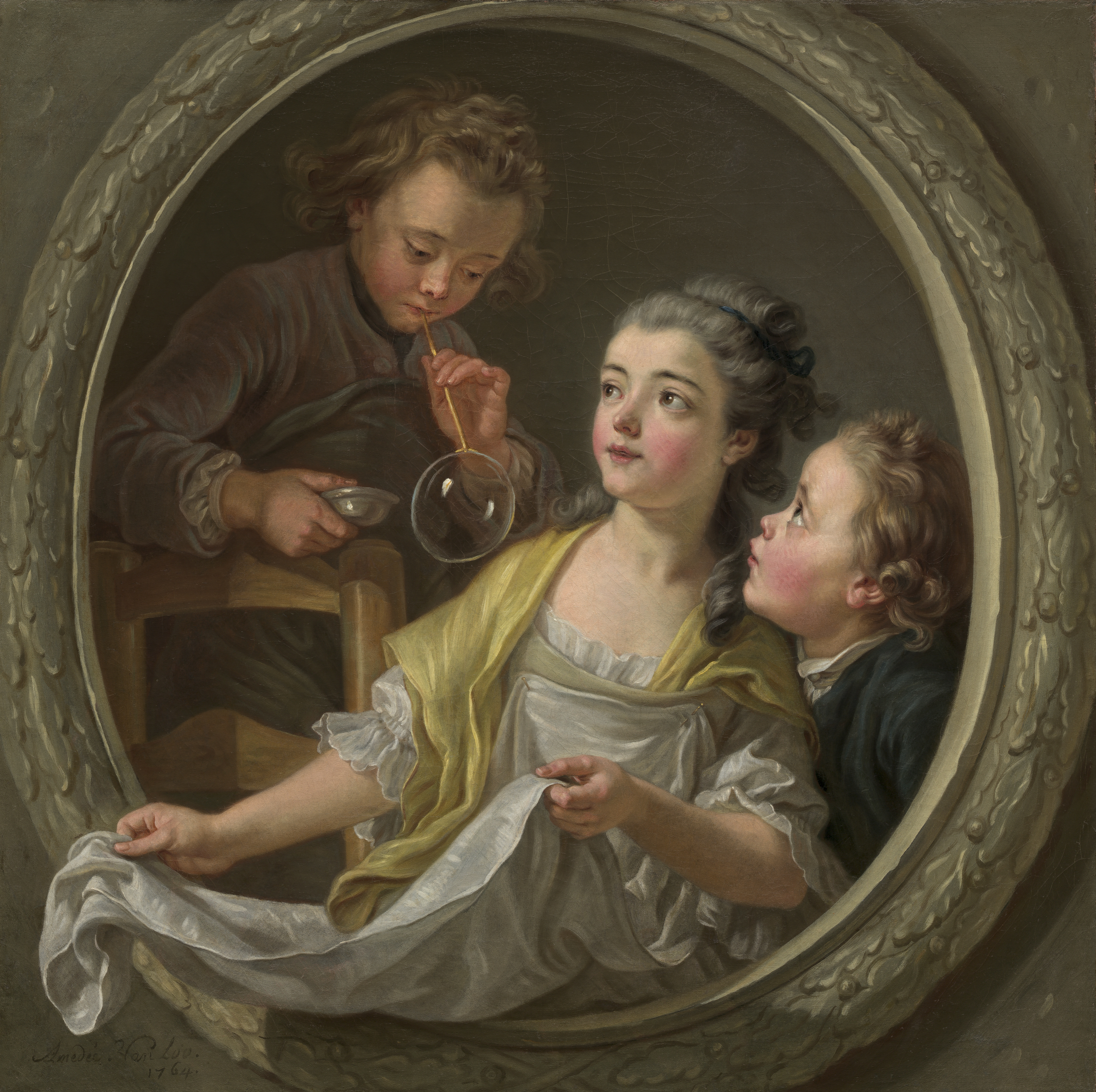
Kinderen spelen met zeepbellen, 1764
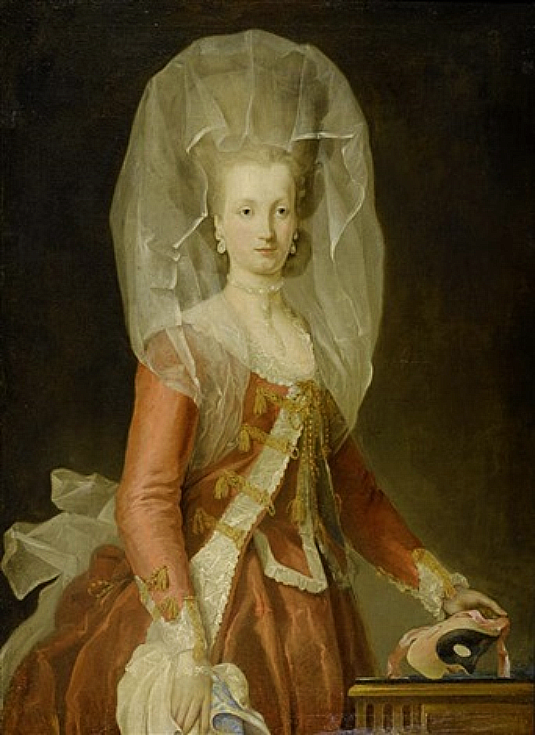
Portret van een edelvrouw met een masker, 18e eeuw. Toebedeeld aan Van Loo.
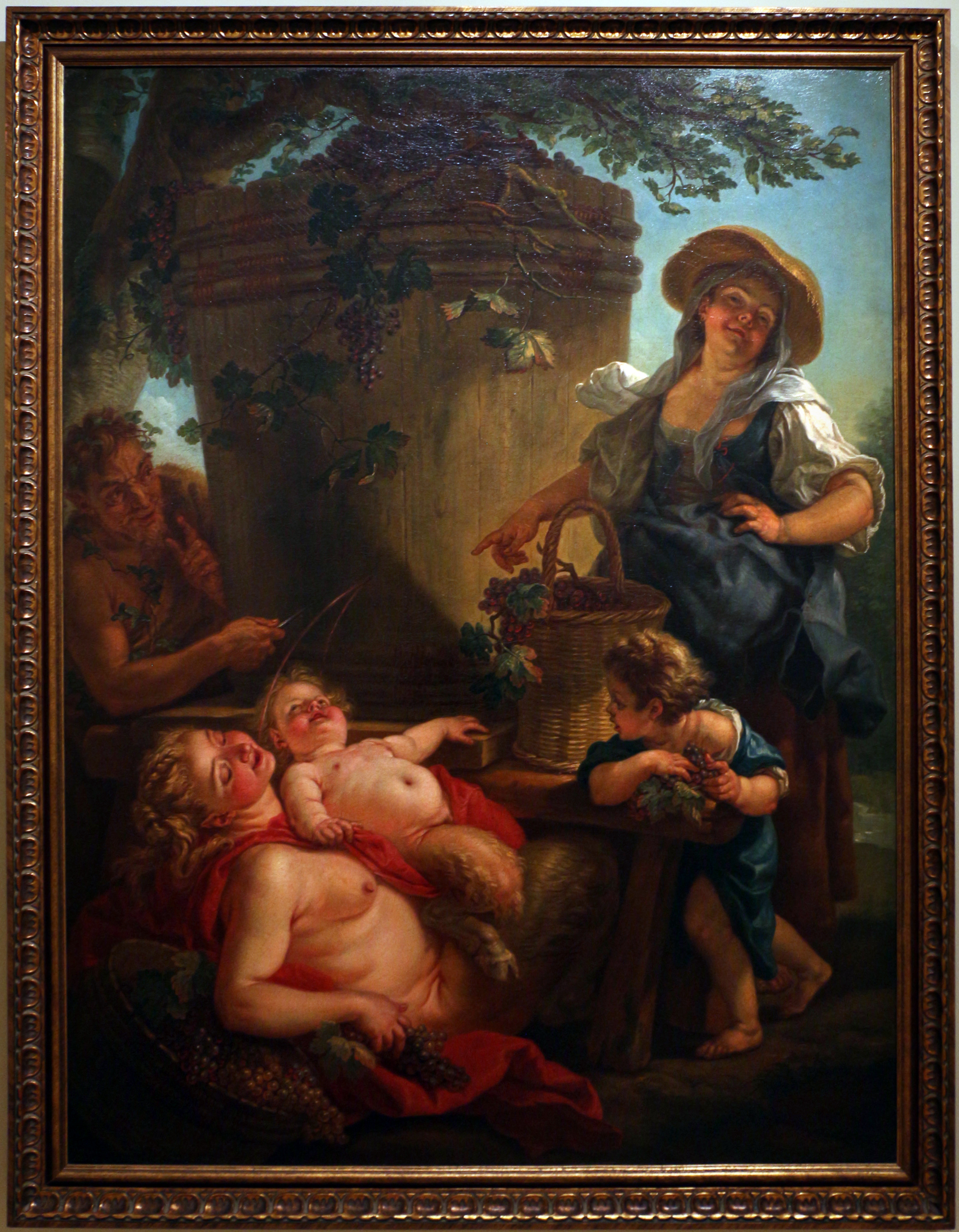
The Satyrs, Milwaukee Art Museum
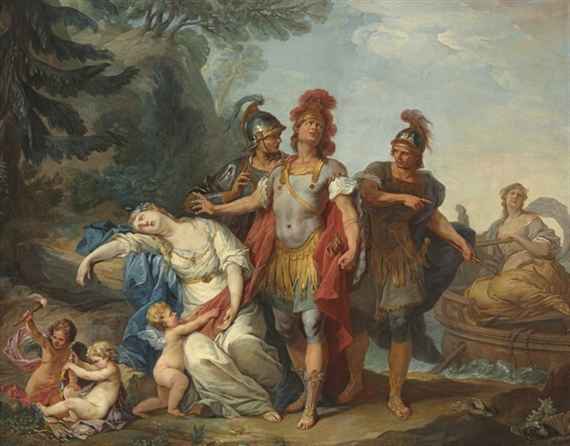
Rinaldo verlaat Armida
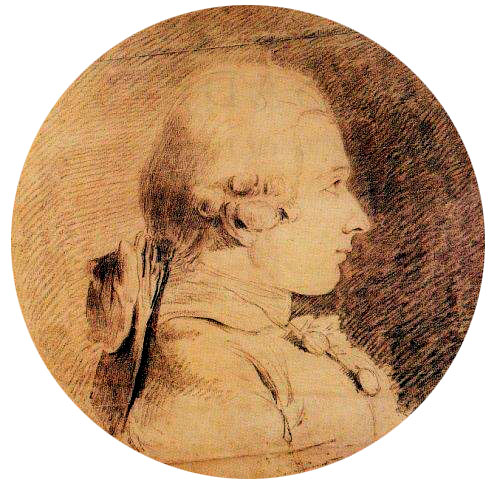
Markies de Sade, 1760
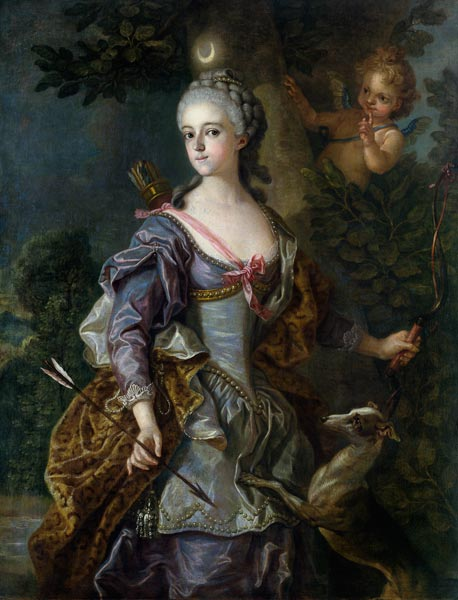
Louise van Brandenburg-Schwedt (1750-1811) als Diana, 18e eeuw
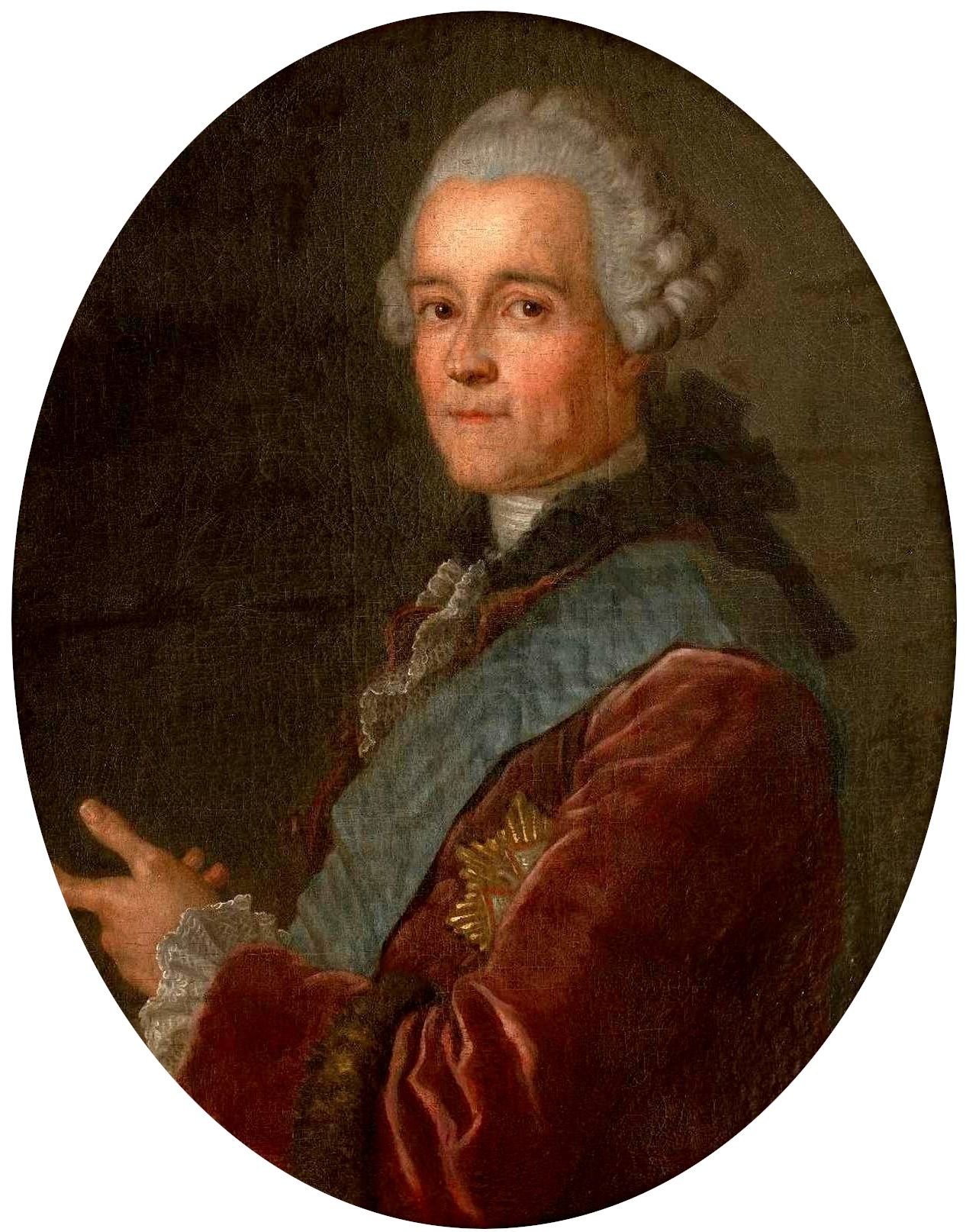
Józef Klemens Czartoryski, 1765
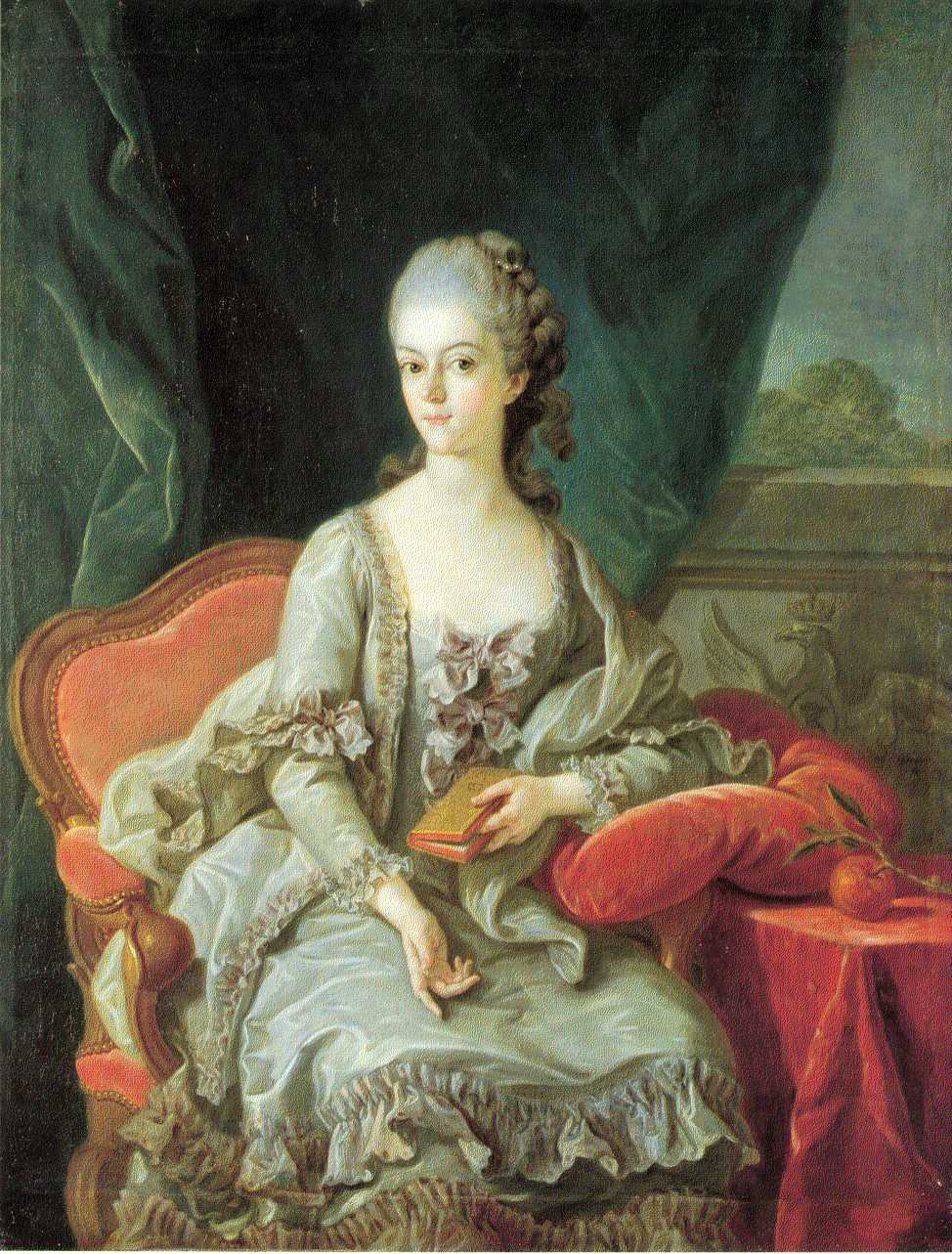
Wilhelmine von Hessen-Kassel, 1767

- Bibliothèque nationale de France: cb14966708n (data)
- Gemeinsame Normdatei: 141884738
- International Standard Name Identifier: 0000 0000 8151 9090
- KulturNav: f5c36810-d53a-47f4-9f31-c78f345b589a
- Nationale Bibliotheek van Tsjechië: xx0219931
- RKD-Nederlands Instituut voor Kunstgeschiedenis: 50773
- Système universitaire de documentation: 241351413
- Union List of Artist Names: 500023787
- Virtual International Authority File: 71665423
- WorldCat: E39PBJbMbWpfQWpPtkqqjQ7JXd